# Гавриловка (Мичуринский район)
Гавриловка — село в Мичуринском районе Тамбовской области России. Входит в состав Жидиловского сельсовета.

## География
Село находится в северо-западной части Тамбовской области, в лесостепной зоне, в пределах Окско-Донской низменной равнины, на берегах реки Алешни, на расстоянии примерно 9 километров (по прямой) к северо-западу от города Мичуринска, административного центра района. Абсолютная высота — 128 метров над уровнем моря.

### Климат
Климат умеренно континентальный, с холодной продолжительной зимой и тёплым летом. Средняя температура воздуха самого холодного месяца (января) — −10,5 °C (абсолютный минимум — −39 °C); самого тёплого месяца (июля) — 20 °C (абсолютный максимум — 38 °С). Безморозный период длится в среднем 136 дней. Среднегодовое количество атмосферных осадков составляет 550 мм, из которых 366 мм выпадает в период с апреля по октябрь.

### Часовой пояс
Село Гавриловка, как и вся Тамбовская область, находится в часовой зоне МСК (московское время). Смещение применяемого времени относительно UTC составляет +3:00.

## Население
| 1989 | 2010 |
| ---- | ---- |
| 140  | ↘55  |

### Половой состав
По данным Всероссийской переписи населения 2010 года в гендерной структуре населения мужчины составляли 49,1 %, женщины — соответственно 50,9 %.

### Национальный состав
Согласно результатам переписи 2002 года, в национальной структуре населения русские составляли 94 % из 88 чел.